# Вране (филм)
Вране је југословенски филм из 1969. године сниман у заједничкој режији и по заједничком сценарију Гордана Михића и Љубише Козомара.

## Радња
Филм говори о остарелом боксеру који како би од нечега живео, почиње да се бави сумњивим пословима са сумњивим људима који пљачкају, краду, тумарају.

## Улоге
| Глумац            | Улога                  |
| ----------------- | ---------------------- |
| Слободан Перовић  | Ђука                   |
| Милан Јелић       | Чедица                 |
| Јелисавета Саблић | Оља                    |
| Ана Матић         | Светлана               |
| Иван Ђурђевић     | чика Билек             |
| Инес Фанчовић     | Виолета                |
| Јованка Котлајић  | Ђукина мајка           |
| Северин Бијелић   | Ђукин тренер           |
| Дамјан Клашња     | тренер                 |
| Петар Лупа        | Виолетин муж, месар    |
| Милутин Бутковић  | председник комисије    |
| Живка Матић       | газдарица              |
| Петар Брадваревић | Вујкин отац            |
| Вера Игњатовић    | Вујка, Чедина вереница |
| Бошко Настић      | Вељковић               |
| Зорица Златић     | Зорица                 |
| Марица Поповић    | Вујкина мајка          |

## Културно добро
Југословенска кинотека је, у складу са својим овлашћењима на основу Закона о културним добрима, 28. децембра 2016. године прогласила сто српских играних филмова (1911-1999) за културно добро од великог значаја. На тој листи се налази и филм "Вране".